# 桃色ヘヴン!
『桃色ヘヴン!』（ももいろヘヴン!）は、吉野マリによる日本の漫画作品。
『デザート』（講談社）にて2007年3月号から2012年10月号まで不定期に連載された。単行本は全13巻。

## あらすじ
椎名桃子は普通の女子高生。だが裏では、父が遺した借金と母の入院費、そして家計のために、亡き父のゴーストライター・愛原ジョージとして官能小説を書いていた。
ところがある日、同じ学校に通う人気モデル蘭丸に裏の顔がバレてしまい、バラさない代わりに奴隷になれ、と脅される。

## 登場人物
椎名 桃子（しいな ももこ）
亡き父のゴーストライターとして官能小説家愛原ジョージの名を継ぐ。学校ではH話などが苦手な奥手な子だと思われている。小説を書くために様々な卑猥な言葉が脳内を駆け巡っており、クラスメイトのちょっとした雑談を元に小説のネタを探すことも。
蘭丸の奴隷にされて弁当を作るのが日課となり、蘭丸の事情を知った事で徐々に惹かれていく。籐摩の留学の際に恋人として付き合いだす。
第二部では大学に進学し、文芸部とアイドル研究会を掛け持ちするようになる。
莉緒の母親が亡くなった際、蘭丸から距離を置くと宣言され破局を予感するが、周囲に支えられながら蘭丸との思い出を綴った小説「桃色ヘヴン」を書き上げる。
ハリウッド行きが決まった蘭丸と久々に再会した際にプロポーズされ、結婚した。結婚後も官能小説家は続けており、5年後に蘭丸との間に一子をもうけた。
伊縫 蘭丸（いぬい らんまる）
人気モデル。校内での教師との情事を桃子に小説にされ、愛原ジョージの正体に気付く。初めはバラそうとしていたが、気が変わって奴隷にした。
父親は桃子の母親が入院する病院の院長。蘭丸自身は妾の子。
幼馴染で初恋の相手である莉緒と再会し、彼女の母親が亡くなった際には憔悴する彼女を支えるために桃子と距離を置く事を決める。
その間も桃子への想いは変わっておらず、ハリウッドから召致された際にプロポーズした。家は継がないと宣言し、結婚後は桃子の実家に住む。
椎名 康太（しいな こうた）
桃子の弟。小学5年生。家事を一手に請け負い、姉を支える健気さを持つ。
二人の結婚式の時に蘭丸の知り合いのカメラマンからカメラを触らせてもらった事がきっかけでカメラに興味を持つようになり、高校では写真部に所属する。
高校卒業後は専門学校に通いながらプロカメラマンの白井の元でアシスタントのバイトをしており、そこでの経験を通じてプロになる事を決めた。
椎名 康隆（しいな やすたか）
初代・愛原ジョージ。桃子の父親。子供思いだったが、金遣いが荒く、多額の借金を遺し急死した。女遊びも激しく、愛人もいた。
椎名 桜子（しいな さくらこ）
桃子の母親。旧姓・桐島。生まれつき体が弱く、物語開始時点では入院していたが第二部で退院した。蘭丸との恋に悩む桃子にアドバイスを送る。
伊縫（いぬい）
蘭丸の父。伊縫財閥の当主であり、蘭丸の事を気にかけている。
蘭丸の母
蘭丸の父の愛人。蘭丸が小学生の誕生日に交通事故で他界した。
伊縫 季理子（いぬい きりこ）
伊縫の正妻。子供の出来ない体であり、母親を亡くした蘭丸を引き取ったものの愛人の子である蘭丸をどうしても愛せず辛く当たる。
財閥の奥方ではあるが意外と庶民派で、莉緒の母親の葬式の時には桃子と共に居酒屋で会話し、蘭丸への心情を吐露している。
蘭丸が桃子との結婚を報告しに行った際に和解し、取っておいた蘭丸の昔の品を渡した。
香月 籐摩（かづき とうま）
蘭丸の唯一の友人。学年首位。桃子に恋するが、蘭丸のために身を引いて海外へ留学する。第二部で帰国し、蘭丸と距離を置く桃子に告白した。
西川 みどり（にしかわ -）
桃子のクラスメイト。桃子とは一年生の頃からの友人で蘭丸が好き。卒業式の日に二人の関係を知って認める。
神田川 美穂（かんだがわ みほ）
桃子のクラスメイト。母親の影響で男嫌いになり桃子にラブレターを送るが、後に幼馴染の敦と付き合いだす。性にはあけっぴろげな性格。
酒田 恵（さかた めぐみ）
桃子の大学での友人。入学式で隣席だった事から仲良くなった。テニス部所属。桃子と蘭丸の結婚発表後も変わらず接した。
石黒 忍（いしぐろ しのぶ）
桃子の入学した大学の文学部部長。官能小説好きで愛原ジョージのファン。桃子を愛原ジョージ本人と気づかず入部させる。
柏崎 ゆりか（かしわざき -）
文学部部員。眼鏡をかけた暗い雰囲気の女性だが、眼鏡をはずすと美人。
稲葉 恭介（いなば きょうすけ）
アイドル研究会部長。蘭丸のファンで彼を「神」と称えている。やや天然で強引なところがあり、桃子をアイドル研に引き入れた。
有名ホテルであるイナフクホテルの跡継ぎだが、柏崎の素顔を見た事で彼女にアタックし東京に留まろうとする。
松尾 樹里亜（まつお じゅりあ）
人気子役。わがままな性格だが、芸能人らしくすぐに営業スマイルを浮かべられる。
父親を亡くしているが、亡くなった事を受け入れられず母親の再婚話にも反発していた。当初は蘭丸が好きだったが桃子との仲を認め康太に好意を寄せる。
桃子たちの結婚から5年後には落ち目になっており、ヘアヌード写真集を出版する事になっていたが康太に告白されて白紙撤回、芸能界を引退した。
高瀬 晶（たかせ あきら）
康太の同級生の女子。転校したが、康太とは文通を続けている。番外編では康太と同じ高校に入学するために戻っており、合宿を通じて告白した。
阿部（あべ）
桃子の寄稿する雑誌「桃色天国」の編集者で桃子の担当。後に桃子の成長を見届けて杉浦にバトンタッチした。
杉浦 勇樹（すぎうら ゆうき）
「桃色天国」の新人編集者。桃子の大学の先輩。当初は官能と桃子を馬鹿にしていたが、自身の起こした事件で桃子に助けられた事で考えを改める。
姫宮 凛（ひめみや りん）
官能小説家。愛原ジョージの弟子にして、愛人だった。当初は桃子を敵視するものの蘭丸の協力もあって協力者となる。
黛 真一郎（まゆずみ しんいちろう）
人気小説家。爽やかな外見とは裏腹に女性に対して蔑視の目を持っており、潔癖な性格。
桃子と出会い、自分の思った通りの行動をとらない彼女に恋し、その想いを自身初の官能小説として書き上げる。
根岸 ちえみ（ねぎし -）
写真週刊誌「週刊ラッキー」の記者。愛原ジョージの話を聞いてスクープする。桜子から話を聞いて結局手を引くが、桃子が暴露するきっかけを作った。
西条 莉緒（さいじょう りお）
蘭丸の幼馴染で初恋の人。小学生の頃に両親の離婚が原因でイギリスへ行くが、その後も蘭丸への想いは変わっていなかった。

## 書誌情報
- 吉野マリ 『桃色ヘヴン!』 講談社〈KCデザート〉、全13巻
  1. 2007年10月12日発売[1]、ISBN 978-4-06-365475-2
  2. 2008年3月13日発売[2]、ISBN 978-4-06-365491-2
  3. 2008年8月11日発売[3]、ISBN 978-4-06-365515-5
  4. 2009年2月13日発売[4]、ISBN 978-4-06-365541-4
  5. 2009年7月13日発売[5]、ISBN 978-4-06-365559-9
  6. 2009年11月13日発売[6]、ISBN 978-4-06-365577-3
  7. 2010年6月11日発売[7]、ISBN 978-4-06-365607-7
  8. 2010年12月13日発売[8]、ISBN 978-4-06-365631-2
  9. 2011年5月13日発売[9]、ISBN 978-4-06-365649-7
  10. 2011年10月13日発売[10]、ISBN 978-4-06-365667-1
  11. 2012年4月13日発売[11]、ISBN 978-4-06-365688-6
  12. 2012年10月12日発売[12]、ISBN 978-4-06-365709-8
  13. 2013年1月11日発売[13]、ISBN 978-4-06-365716-6